# Sânpetru Mic

Lage der Gemeinde Variaș im Kreis Timiș

Der Turm der katholischen Kirche von Kleinsanktpeter (2006)

Sânpetru Mic (auch Sînpetru Mic; deutsch Kleinsanktpeter, ungarisch Kisszentpéter) ist ein Ort im Kreis Timiș, im rumänischen Banat. Von den Bewohnern der Region wird bis heute überwiegend der ursprüngliche Name Totina verwendet. Totina leitet sich vom historischen Ortsnamen Toti ab – einer spätmittelalterlichen Ortsbezeichnung, welche aus der ursprünglichen ungarischen Bezeichnung für Slowaken oder Slawen entstanden ist und auf die slowakischen Gründer des Ortes verweist.

## Lage
Sânpetru Mic liegt am Rande der Banater Heide, 35 km nördlich von Timișoara, abseits der Landstraßen Variaș – Gelu und Gelu – Sânpetru German. Auch die Eisenbahnlinie Timișoara – Nerău führt im Abstand von 3 km am Dorf vorbei. Benachbarte Ortschaften sind das ungarische Dorf Mailat im Osten, Gelu (Ketfel) mit dem eingemeindeten Colonia Mică (Kleinsiedel) im Süden, Variaș (Warjasch) im Westen, Satu Mare (Großdorf) im Nordwesten, das rumänische Dorf Secusigiu im Norden und Sânpetru German (Deutschsanktpeter) im Nordosten.

## Nachbarorte
| Satu Mare | Sânpetru German                             | Felnac    |
| Periam    | Kompassrose, die auf Nachbargemeinden zeigt | Mailat    |
| Variaș    | Gelu                                        | Mănăștiur |

## Geschichte
Um das Jahr 1250 wurde der Ort als Toti von slowakischen Siedlern gegründet und zwischen 1333 und 1656 unter diesem Namen auch in den vatikanischen Zehentlisten geführt. Eine Besiedelung ist für den Zeitraum danach nicht nachweisbar. 1843 wurde der verwaiste Ort als Tabakskolonie durch 36 Siedlerfamilien, Banater Schwaben aus Deutschsanktpeter, neu gegründet und bekam den Namen Kleinsanktpeter. Die Neusiedler schlossen einen Pachtvertrag mit dem ungarischen Staat ab, zu dem das Banat damals noch gehörte. Der Tabakanbau dominierte fortan die Landwirtschaft des Ortes. Nach Auslaufen des Pachtvertrages 1863 ging der Grund in den Besitz der „Südungarischen Parzellierungsbank“ über. Die Pächter wurden Eigentümer ihres halben Grundes und mussten eine Ablöse zahlen. Die Bedingungen der Pachtverträge stürzten viele Familien in große finanzielle Schwierigkeiten. Nur wenige kamen zu Wohlstand.
Durch seine Lage abseits der Hauptverkehrsachsen und seine schlechte Anbindung an das Verkehrsnetz blieb der Ort klein und relativ arm. Die Bewohner wechselten häufig. 1873 und 1878 dünnten Scharlach- und Choleraepidemien die Bevölkerung aus. 1885 wanderten einige Familien nach Übersee aus. Die 1907 gebaute Eisenbahnlinie Temesvár-Warjasch-Szeged der Ungarischen Staatsbahnen wurde 3 Kilometer am Dorf vorbeigeführt, obwohl die Bewohner 3000 Gulden zum Bau beisteuerten. Trotz alledem entwickelte der Ort im 20. Jahrhundert einen bescheidenen Wohlstand und ein reges Kultur- und Vereinsleben. Es gab eine Volksschule und mehrere Vereine, darunter einen Musik- und Gesangsverein, eine Fußball- und eine in den 1950er Jahren im gesamten Banat sehr erfolgreiche Handballmannschaft.
1920 kam der Ort infolge des Vertrages von Trianon, wie zwei Drittel des Banats, zum Königreich Rumänien. Zwischen 1920 und 1927 verbrachten mehrere hundert Arbeiterkinder aus Wien ihre Sommerferien im Ort. In den 1930er Jahren verließen infolge der Wirtschaftskrise weitere Familien das Dorf, um ihr Glück in Amerika zu suchen.
Infolge des Waffen-SS Abkommens vom 12. Mai 1943 zwischen der Antonescu-Regierung und Hitler-Deutschland wurden alle deutschstämmigen wehrpflichtigen Männer in die deutsche Armee eingezogen.
Noch vor Kriegsende, im Januar 1945, fand die Deportation aller volksdeutschen Frauen zwischen 18 und 30 Jahren und Männer im Alter von 16 bis 45 Jahren zur Aufbauarbeit in die Sowjetunion statt.
Das Bodenreformgesetz vom 23. März 1945, das die Enteignung der deutschen Bauern in Rumänien vorsah, entzog der ländlichen Bevölkerung die Lebensgrundlage. Der enteignete Boden wurde an Kleinbauern, Landarbeiter und Kolonisten aus anderen Landesteilen verteilt. Anfang der 1950er Jahre wurde die Kollektivierung der Landwirtschaft eingeleitet. Durch das Nationalisierungsgesetz vom 11. Juni 1948, das die Verstaatlichung aller Industrie- und Handelsbetriebe, Banken und Versicherungen vorsah, fand die Enteignung aller Wirtschaftsbetriebe unabhängig von der ethnischen Zugehörigkeit statt.
Da die Bevölkerung entlang der rumänisch-jugoslawischen Grenze von der rumänischen Staatsführung nach dem Zerwürfnis Stalins mit Tito und dessen Ausschluss aus dem Kominform-Bündnis als Sicherheitsrisiko eingestuft wurde, erfolgte am 18. Juni 1951 die Deportation „von politisch unzuverlässlichen Elementen“ in die Bărăgan-Steppe unabhängig von der ethnischen Zugehörigkeit. Die rumänische Führung bezweckte zugleich, den einsetzenden Widerstand gegen die bevorstehende Kollektivierung der Landwirtschaft zu brechen. Als die Bărăganverschleppten 1956 heimkehrten, erhielten sie die 1945 enteigneten Häuser und Höfe zurückerstattet. Der Feldbesitz wurde jedoch kollektiviert.
Das Ortsbild blieb über viele Jahrzehnte unverändert und wird bis heute von den regionaltypisch breiten Gassen und langgestreckten Bauernhäusern geprägt. 1914 wurde die neue katholische Kirche geweiht, die das an selber Stelle vorhandene alte und bescheidene Bethaus ersetzte. Eine Grundschule, ein Wirtshaus, ein Kaufmannsladen, ein Barbier und später ein Kindergarten rundeten das Ortsbild ab. In den 1950er Jahren wurde am Ortsrand eine LPG erbaut. In der Ortsmitte wurde mit dem Neubau eines Gebäudekomplexes mit Gemischtwarenladen und Wirtshaus (das sogenannte „Bufet“) samt Biergarten und Kegelbahn ein neuer Mittelpunkt geschaffen. Die wohl wichtigste Infrastrukturmaßnahme der Nachkriegszeit bildete der in den 1960er Jahren von den Bewohnern des Dorfes in Eigenleistung erbaute schmale Fuß- und Radweg aus Betonplatten, der parallel zur unbefestigten und damit wetteranfälligen Straße zum 3 km entfernten Bahnhof von Gelu (Ketfel) führte, heute aber nicht mehr erhalten ist.
Zuletzt fiel Kleinsanktpeter den Straßenbauern auf, die die Hauptstraße im Dorf befestigten. Sie tauften es in Sin City um – als Wortspiel mit dem rumänischen Ortsnamen Sînpetru Mic. Dieser Schriftzug auf dem Ortsschild ist einigen Filmemachern aufgefallen; so kam das Dorf noch zu unerwarteter Bekanntheit. Ein Film zeigt die Armut der Menschen und das Elend in dem einstmals schönen Dorf.

## Demografische Entwicklung
Unmittelbar nach dem Zweiten Weltkrieg hatte Kleinsanktpeter unter Verschleppungen in die Sowjetunion zu leiden. In den 1950er Jahren war seine Bevölkerung von Enteignungen, der Kollektivierung der Landwirtschaft und der Deportation in die Bărăgan-Steppe betroffen. In den 1960er Jahren erholte sich das Dorf von den Folgen der Nachkriegszeit; das Gemeindeleben blühte wieder auf. Dennoch begann ab 1976 eine massive Abwanderungswelle der ortsansässigen Banater Schwaben nach Deutschland, wobei die Grundstücke und Häuser in staatlichen Besitz übergingen. Die ethnische Zusammensetzung der Bevölkerung und das Leben im Ort änderten sich innerhalb von zehn Jahren grundlegend. Bereits vor dem Umsturz von 1989 hatte die Mehrheit der deutschen Bewohner das Dorf verlassen. Rumänische und ungarische Siedler (z. B. auch Szekler) aus anderen Teilen Rumäniens waren seit den 1980er Jahren nachgezogen. Die Neusiedler konnten die Lücken nur teilweise auffüllen. Die Fluktuation blieb hoch. Die wenigen verbliebenen Deutschen verließen nach 1989 innerhalb kürzester Zeit das Land. Heute (2013) lebt nur noch eine deutschstämmige Familie im Ort. Aufgrund der mangelnden Bindung und Identifikation der Neusiedler mit dem Ort und seinen (nun staatseigenen) Häusern verfielen große Teile des Dorfes rapide. Auch die seit Jahrzehnten ersehnte und erst im Jahr 2003 durchgeführte Asphaltierung der Hauptzufahrtsstraße in den Ort konnte dessen Niedergang nicht mehr aufhalten.
Heute wird Kleinsanktpeter nur noch von ca. 500 Menschen bewohnt, die in relativ armen Verhältnissen leben und vorwiegend in der Landwirtschaft tätig sind. Einige pendeln täglich zu einem Arbeitsplatz in der Industrie ins nahegelegene Timișoara.
| 1880 | 709 | 1   | –   | 706 | 2  |
| 1910 | 643 | 7   | 10  | 615 | 11 |
| 1930 | 618 | 2   | 11  | 500 | 5  |
| 1977 | 557 | 143 | 54  | 349 | 11 |
| 2002 | 540 | 372 | 165 | 3   | –  |

## Persönlichkeiten
- Hans Kehrer (1913–2009), Schauspieler
- Walter Wolf (* 1947), Journalist